# T. V. 카피오
테리사 빅토리아 카피오(영어: Teresa Victoria Carpio, 1981년 ~ ), 일명 T.V. 카피오는 미국의 배우 겸 가수이다.
오클라호마시티에서 태어났다.

## 영상 목록

### 영화
- 그녀는 날 싫어해 (2004)
- 석커 프리 시티 (2004, Sucker Free City)
- 어크로스 더 유니버스 (2007) - 프루던스 역
- 리미트리스 (2011) - 밸러리 역
- 스크리블러 (2014, The Scribbler)